# Leggibilità
La leggibilità è un requisito fondamentale di un testo, di un carattere tipografico o della grafia.
La lingua italiana, a differenza di altre lingue fra cui quella inglese, non dispone di parole diverse per distinguere tra:
- la leggibilità della calligrafia o del carattere tipografico (legibility),
- la scorrevolezza della lettura in relazione alla struttura linguistica (readability).

Lo stesso testo può essere legible ma non readable, o viceversa.

## legibility
Il termine può riferirsi ai seguenti ambiti:
- tipografia
- calligrafia

## readability
Indica la scorrevolezza di lettura e facilità di comprensione del significato un testo. 
Per le caratteristiche e la misurazione, vedi:
- Indice Gulpease
- Vocabolario comune
- Formula di Flesch